# J. A. Holman
J. A. Holman (* 17. April 1901 in Týnec nad Labem, Österreich-Ungarn, heute Tschechien; † 20. April 1980 in München, Bundesrepublik Deutschland), gelegentlich auch geführt unter seinem ausgeschriebenen Namen Josef Alfréd Holman bzw. unter Jan A. Holman, war ein tschechoslowakischer Regisseur, Drehbuchautor und Filmproduzent.

## Biografie
Holman absolvierte nach seinem Abitur ein technisches Studium an der Technischen Universität in Prag und erwarb den Ingenieurstitel. In den 1920er-Jahren arbeitete er als Redakteur der Zeitung Tribuna, später fungierte er als Mitherausgeber der Zeitschrift Trn (Dorn) und arbeitete bei Škoda im Bereich Aufstiegsrennen.
Holman engagierte sich außerdem im tschechischen Radio und arbeitete insoweit auch kurze Zeit als Ansager für ein  Radiojournal. Daneben war er bereits ab den 1920er-Jahren im Bereich des Dokumentarfilms tätig und drehte verschiedene Dokumentationen und Werbefilme, wie beispielsweise Revoluce krve a Ducha, dt. etwa Revolution von Blut und Geist. Im Jahr 1932 drehte er den fiktionalen Stummfilm Rajská Narkosa mit Ela Šárková, mit dem er Pionierarbeit leistete. Von dem Historienfilm Port Arthur von 1936, der in den Barrandov Studios gedreht wurde, entstand eine deutsche und eine französische Version, wobei Holman Nicolas Farkas als Regieassistent unterstützte. Die 1937 entstandene Filmkomödie Děvčata, nedejte se! drehte Holman zusammen mit Hugo Haas, das 1938 entstandene Kriegsdrama Zborov (Choirs) mit George Nightingale resp. Jiří Slavíček. 1941 drehte er das romantische Drama Rukavička, zu dem er auch das Drehbuch schrieb. Daran schloss 1942 das Filmdrama Velká přehrada an, für das Holman ebenfalls das Drehbuch lieferte. Der in der zweiten Jahreshälfte 1942 entstandene Heimatfilm Liebe, Leidenschaft und Leid (Láska, vášeň a žal), der in den Barrandov-Studios in deutscher Produktion für Prag-Film entstand, war eine weitere Regiearbeit von Holman.
Die romantische Komödie mit Musik Zwei Herzen voller Seligkeit mit Fita Benkhoff, Susi Nicoletti und Adrian Hoven adaptierte Holman 1957 neu und brachte sie ins Kino. Bilderbuch Gottes heißt eine Dokumentation, die er 1960 drehte. Seine letzte festgehaltene Arbeit ist die Regie, der er 1965 für eine Folge der dokumentarischen Fernsehserie Survival übernahm.
Holman starb am 20. April 1980 79-jährig in München.

## Filmografie (Auswahl)
als Regisseur, wenn nicht anders angegeben
- 1932: Revoluce krve a Ducha
- 1932: Rajská narkosa, Kurzfilm
- 1936: Uličnice (als Produzent)
- 1937: Děvčata, nedejte se!
- 1938: Zborov (Choirs; auch Drehbuch)
- 1940: Minulost Jany Kosinové
- 1941: Rukavička (auch Drehbuch)
- 1942: Der große Damm (Velká přehrada); auch Drehbuch
- 1943: Liebe, Leidenschaft und Leid (Láska, vášeň a žal)
- 1943: Modrý závoj (Der blaue Schleier; auch Drehbuch)
- 1943: Bláhový sen (Ein törichter Traum)
- 1945: Vlast vítá (Dokumentation)
- 1957: 2 Herzen voller Seligkeit (Drehbuch, neu adaptiert)
- 1960: Bilderbuch Gottes (Dokumentation)
- 1965: Survival (dokumentarische Fernsehserie, Folge The Living Mountain)